# Conseil supérieur de la recherche et de la technologie
En France, le Conseil supérieur de la recherche et de la technologie (CSRT) est placé auprès du ministre chargé de la recherche et présidé par lui. 
Il a été institué par la loi d'orientation et de programmation de la recherche scientifique et du développement technologique de la France de 1982  et supprimé en 2013 avec les réformes qui ont accompagné la loi relative à l'enseignement supérieur et à la recherche ; le Conseil stratégique de la recherche lui a succédé.

## Rôle
Institué en 1982, le Conseil supérieur de la recherche et de la technologie est l'instance de conseil de la ministre chargée de la Recherche et de l'Enseignement supérieur, qui le préside.
Le Conseil est composé de 44 membres, répartis en deux collèges de 22 membres, représentatifs d'une part des communautés scientifiques et techniques, et d'autre part des partenaires de la recherche, issus notamment des organisations de salariés et d'employeurs ou représentants du secteur industriel, des régions et des milieux associatifs.
Les Conseillers sont nommés par la ministre chargé de la Recherche. La moitié d'entre eux le sont sur proposition d'instances et d'institutions de la recherche ou de ses partenaires. Leur mandat est d'une durée de quatre ans renouvelable une fois.
Le vice-président est élu par le Conseil parmi les membres du collège des communautés scientifiques et techniques.
Consulté sur tous les grands choix de la politique scientifique et technologique du Gouvernement, et notamment sur le projet annuel de budget de la recherche, le Conseil a été chargé, de surcroît, d'une mission de veille et d'organisation du dialogue entre les acteurs et partenaires de la recherche, et la société.
Il est assisté dans ses missions par le Secrétariat général.

### Texte juridique
- Décret no  82-1012 du 30 novembre 1982 relatif au Conseil supérieur de la recherche et de la technologie, abrogé le 23 mai 2013